# ألين ماشفيتش
ألين ماشفيتش (مواليد 7 أغسطس 1994) هو لاعب كرة قدم صربي.

## وصلات خارجية
- ألين ماشفيتش على موقع رابطة كرة القدم اليابانية للمحترفين (اليابانية)
- ألين ماشفيتش على موقع قاعدة بيانات كرة القدم.إي يو (الإنجليزية)
- ألين ماشفيتش على موقع بيانات كرة القدم. دي إي (الألمانية)
- ألين ماشفيتش على موقع Soccerbase.com (لاعب) (الإنجليزية)
- ألين ماشفيتش على موقع Soccerway.com (الإنجليزية)
- ألين ماشفيتش على موقع عالم كرة القدم.نت (الإنجليزية)